# Moltke (cráter)

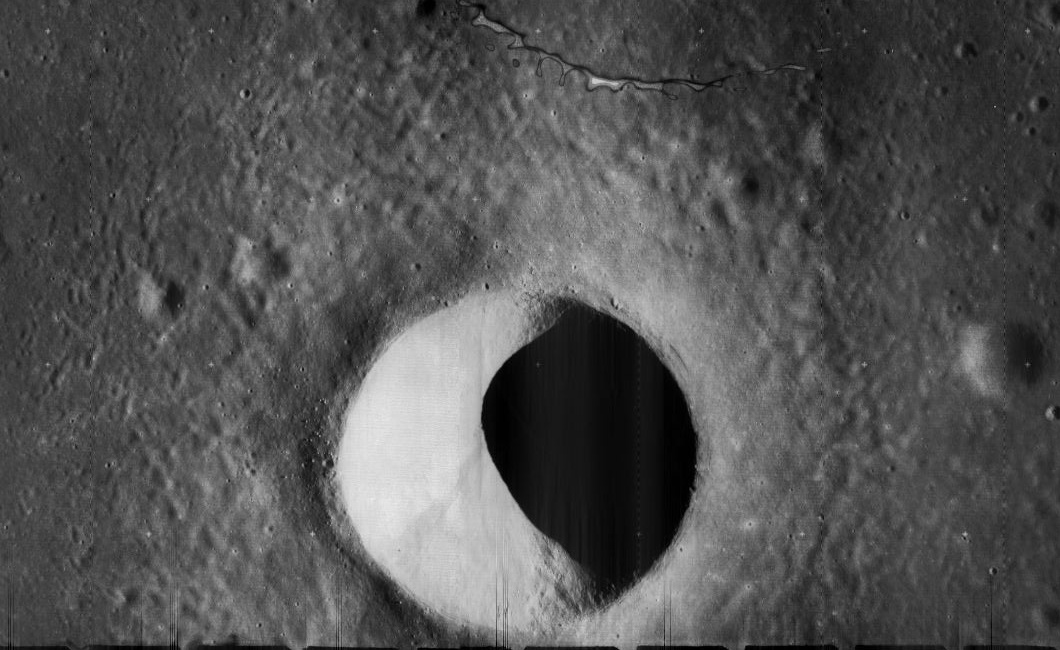
Vista de alta resolución desde el Lunar Orbiter 5

Moltke es un cráter de impacto de la luna situado cerca del extremo sur del Mare Tranquillitatis, muy próximo al ecuador lunar. Es un pequeño impacto con forma de cuenco rodeado de un halo brillante de alto albedo. Justo al sur se encuentra un sistema de grietas llamado Rimae Hypatia, que siguen un curso que discurre aproximadamente en sentido este-sureste a oeste-noroeste y tienen una longitud de aproximadamente 180 kilómetros. Su epónimo le viene dado por Helmuth Karl Bernhard von Moltke, mariscal de campo alemán y autor de diversas publicaciones y cartografía.
|  |  |

El Apollo 11 aterrizó a unos 50 km al noroeste de este cráter, que fue nombrado en honor al mariscal prusiano Helmuth von Moltke el Viejo.

## Cráteres satélite
Por convención estos elementos son identificados en los mapas lunares poniendo la letra en el lado del punto medio del cráter que está más cerca Moltke.
|        | \| Möltke \| Coordenadas \| Diámetro \| \| ------ \| --------------------------- \| -------- \| \| A \| 1°00′S 23°12′E / -1.0, 23.2 \| 4 km \| \| B \| 1°00′S 25°12′E / -1.0, 25.2 \| 5 km \| |          |
| Möltke | Coordenadas | Diámetro |
| A      | 1°00′S 23°12′E / -1.0, 23.2 | 4 km     |
| B      | 1°00′S 25°12′E / -1.0, 25.2 | 5 km     |